# Stadio di Domagnano
El Stadio di Domagnano es un estadio de fútbol ubicado en Domagnano, San Marino. El estadio tiene capacidad para 1000 espectadores.